# خائتان بیله
خائتان بیله (انگلیسی: Gaëtan Bille؛ زادهٔ ۶ آوریل ۱۹۸۸) دوچرخه‌سوار اهل بلژیک است.
از باشگاه‌هایی که در آن بازی کرده‌است می‌توان به دابلیوبی ورانکلاسیک آکوا پروتکت، تیم لوتو–سودال، ورانداس ویلمز–کرلان، وانتی–گروپ گوبر، و وانتی–گروپ گوبر، اشاره کرد.